# 24/7 LOVE
『24/7 LOVE』（トゥエンティーフォー・セブン ラブ）は、Hilcrhymeが2024年11月27日にユニバーサル ミュージックから発売された12枚目のオリジナルアルバム。

## 概要
- アルバムとしてはベストアルバム『BEST 15 2009-2013 -The Beginning & Flying-』より約6か月ぶり、オリジナルアルバムとしては前作『SELFISH』より約2年ぶり、通算12枚目のオリジナルアルバム。
- 多くのタイアップに起用された配信シングル曲、ミニアルバム『Music From The Original Motion Picture 尾かしら付き。』収録曲を含めた全11曲収録。新潟出身のトラックメイカー、WAPLANが全曲の製作に携わっており、Hilcrhymeにとっては12年ぶりとなる1MC・1トラックメイカーによるアルバムとなった。
- アルバム発売に関してTOCは「気付けば12枚目のオリジナルアルバムとなりました。ぜひお聴きください。」とコメントしている[1]。
- 初回限定盤DVDにはミュージックビデオ、Lyric Video、ライブ映像等を収録。
- 当初は2024年10月23日に発売される予定であったが、制作進行上の都合により、同年11月27日に延期となった[2]。

## 収録曲

### CD
1. Introduction -247-
(作曲：TOC、WAPLAN / 編曲：WAPLAN)
2. LOVE RAP
(作詞：TOC / 作曲：TOC、WAPLAN / 編曲：WAPLAN)
配信シングル。元々のアルバム発売予定日であった2024年10月23日に先行配信された。
3. Killer Bars
(作詞：TOC / 作曲：TOC、WAPLAN / 編曲：WAPLAN)
配信シングル。テレビアニメ「即死チートが最強すぎて、異世界のやつらがまるで相手にならないんですが。」オープニングテーマ。
4. ドラマ
(作詞：TOC / 作曲：TOC、WAPLAN / 編曲：WAPLAN)
配信シングル。WOWOWドラマ『演じ屋 Re:act』主題歌。
5. THE AMBITION
(作詞：TOC / 作曲：TOC、WAPLAN / 編曲：WAPLAN)
アルバム先行配信曲、第二弾。
6. Rhapsody in Rhyme
(作詞：TOC / 作曲：TOC、WAPLAN / 編曲：WAPLAN)
7. UNIQUE
(作詞：TOC / 作曲：TOC、WAPLAN / 編曲：WAPLAN)
配信シングル。映画『尾かしら付き。』主題歌。
8. UNFINISED
(作詞：TOC / 作曲：TOC、WAPLAN / 編曲：WAPLAN)
9. 十字架
(作詞：TOC / 作曲：TOC、WAPLAN / 編曲：WAPLAN)
配信シングル。MBS/TBSドラマイズム『灰色の乙女』オープニングテーマ。
10. 走れ
(作詞：TOC / 作曲：TOC、WAPLAN / 編曲：WAPLAN)
配信シングル。映画『尾かしら付き。』劇中歌。
11. 24/7 LOVE
(作詞：TOC / 作曲：TOC、WAPLAN / 編曲：WAPLAN)
配信シングル。アルバムタイトル曲。

### DVD
初回盤のみ
1. 24/7 LOVE (Music Video)
2. ドラマ (Music Video)
3. 走れ (Music Video)
4. UNIQUE (Music Video)
5. 十字架（Lyric Video）
6. 秘密（Lyric Video）
7. Killer Bars (Live / Hilcrhyme TOUR 2023「走れ」)
8. Your Smile (Live / Hilcrhyme TOUR 2023「走れ」)
9. 十二月一日 (Live / Hilcrhyme TOUR 2022「SELFISH」)